# Mike Blaisdell
Michael Walter Blaisdell, dit Mike Blaisdell, né le 18 janvier 1960 à Moose Jaw au Canada, est un joueur professionnel de hockey sur glace de la Ligue nationale de hockey.

## Carrière
Choisi à la draft 1980 en 11e position par les Red Wings de Détroit, il commença sa carrière en Ligue nationale de hockey lors de la saison 1980 avec la franchise du Michigan. Il joue à Detroit jusqu'en 1983 avant d'être échangé aux Rangers de New York.
En 1985 il rejoint les Penguins de Pittsburgh avant de rejoindre deux saisons plus tard les Maple Leafs de Toronto. Il termine sa carrière LNH à Toronto lors de la saison 1988-1989.
Il joua 343 matchs en LNH pour un total de 154 points (70 buts et 84 passes).
Il termine sa carrière de joueur en Angleterre dans la British hockey league. Il entraîne dans ce championnat de 2001 à 2004.

## Statistiques
Pour les significations des abréviations, voir Statistiques du hockey sur glace.
| Saison     | Équipe                    | Ligue      |     | Saison régulière | Saison régulière | Saison régulière | Saison régulière | Saison régulière |    | Séries éliminatoires | Séries éliminatoires | Séries éliminatoires | Séries éliminatoires | Séries éliminatoires |
| Saison     | Équipe                    | Ligue      | PJ  | B                | A                | Pts              | Pun              | PJ               | B  | A                    | Pts                  | Pun                  |                      |                      |
| 1977-1978  | Pats de Regina            | LHOC       | 6   | 5                | 5                | 10               | 2                | 13               | 4  | 7                    | 11                   | 0                    |                      |                      |
| 1978-1979  | Badgers du Wisconsin      | NCAA       | 20  | 7                | 1                | 8                | 4                |                  |    |                      |                      |                      |                      |                      |
| 1979-1980  | Pats de Regina            | LHOu       | 63  | 71               | 38               | 109              | 62               | 18               | 16 | 9                    | 25                   | 26                   |                      |                      |
| 1980-1981  | Red Wings de l'Adirondack | LAH        | 41  | 10               | 4                | 14               | 8                | 12               | 2  | 2                    | 4                    | 5                    |                      |                      |
| 1980-1981  | Red Wings de Détroit      | LNH        | 32  | 3                | 6                | 9                | 10               | --               | -- | --                   | --                   | --                   |                      |                      |
| 1981-1982  | Red Wings de Détroit      | LNH        | 80  | 23               | 32               | 55               | 48               | --               | -- | --                   | --                   | --                   |                      |                      |
| 1982-1983  | Red Wings de Détroit      | LNH        | 80  | 18               | 23               | 41               | 22               | --               | -- | --                   | --                   | --                   |                      |                      |
| 1983-1984  | Oilers de Tulsa           | CHL        | 32  | 10               | 8                | 18               | 23               | 9                | 6  | 6                    | 12                   | 6                    |                      |                      |
| 1983-1984  | Rangers de New York       | LNH        | 36  | 5                | 6                | 11               | 31               | --               | -- | --                   | --                   | --                   |                      |                      |
| 1984-1985  | Nighthawks de New Haven   | LAH        | 64  | 21               | 23               | 44               | 41               | --               | -- | --                   | --                   | --                   |                      |                      |
| 1984-1985  | Rangers de New York       | LNH        | 12  | 1                | 0                | 1                | 11               | --               | -- | --                   | --                   | --                   |                      |                      |
| 1985-1986  | Penguins de Pittsburgh    | LNH        | 66  | 15               | 14               | 29               | 36               | --               | -- | --                   | --                   | --                   |                      |                      |
| 1986-1987  | Skipjacks de Baltimore    | LAH        | 43  | 12               | 12               | 24               | 47               | --               | -- | --                   | --                   | --                   |                      |                      |
| 1986-1987  | Penguins de Pittsburgh    | LNH        | 10  | 1                | 1                | 2                | 2                | --               | -- | --                   | --                   | --                   |                      |                      |
| 1987-1988  | Saints de Newmarket       | LAH        | 57  | 28               | 28               | 56               | 30               | --               | -- | --                   | --                   | --                   |                      |                      |
| 1987-1988  | Maple Leafs de Toronto    | LNH        | 18  | 3                | 2                | 5                | 2                | 6                | 1  | 2                    | 3                    | 10                   |                      |                      |
| 1988-1989  | Saints de Newmarket       | LAH        | 40  | 16               | 7                | 23               | 48               | --               | -- | --                   | --                   | --                   |                      |                      |
| 1988-1989  | Maple Leafs de Toronto    | LNH        | 9   | 1                | 0                | 1                | 4                | --               | -- | --                   | --                   | --                   |                      |                      |
| 1989-1990  | Équipe du Canada          | Intl       | 50  | 12               | 18               | 30               | 40               |                  |    |                      |                      |                      |                      |                      |
| 1989-1990  | Schwenningen ERC          | DEL        | 3   | 1                | 0                | 1                | 0                | --               | -- | --                   | --                   | --                   |                      |                      |
| 1990-1991  | Choppers d'Albany         | LIH        | 6   | 2                | 0                | 2                | 0                | --               | -- | --                   | --                   | --                   |                      |                      |
| 1990-1991  | Durham Wasps              | BHL        | 18  | 36               | 35               | 71               | 114              |                  |    |                      |                      |                      |                      |                      |
| 1991-1992  | Durham Wasps              | BHL        | 36  | 74               | 52               | 126              | 86               |                  |    |                      |                      |                      |                      |                      |
| 1992-1993  | Durham Wasps              | BHL        | 13  | 23               | 18               | 41               | 46               |                  |    |                      |                      |                      |                      |                      |
| 1994-1995  | Nottingham Panthers       | BHL        | 11  | 7                | 10               | 17               | 60               |                  |    |                      |                      |                      |                      |                      |
| 1995-1996  | Nottingham Panthers       | BHL        | 52  | 35               | 46               | 81               | 124              |                  |    |                      |                      |                      |                      |                      |
| 1996-1997  | Nottingham Panthers       | BISL       | 7   | 2                | 2                | 4                | 6                |                  |    |                      |                      |                      |                      |                      |
| 1998-1999  | Nottingham Panthers       | BISL       | 3   | 0                | 1                | 1                | 0                |                  |    |                      |                      |                      |                      |                      |
| 2000-2001  | Sheffield Steelers        | BISL       | 4   | 0                | 1                | 1                | 0                | --               | -- | --                   | --                   | --                   |                      |                      |
| Totaux LNH | Totaux LNH                | Totaux LNH | 343 | 70               | 84               | 154              | 166              | 6                | 1  | 2                    | 3                    | 10                   |                      |                      |